# Arthur Shelly
Arthur Shelly, auch Arthur Shelley (* 1841 in Great Yarmouth, Norfolk; † 1902 in Torquay, Devon), war ein britischer Landschaftsmaler der Düsseldorfer Schule.

## Leben
In den Jahren 1871 und 1872 studierte Arthur Shelly Malerei an der Kunstakademie Düsseldorf. Dort war Andreas Müller sein Lehrer. Er lebte und arbeitete in London und Plymouth, ehe er nach Torquay zog, und stellte in den Jahren 1875 bis 1888 Landschaften aus, von 1877 bis 1880 in London an der Royal Academy of Arts. Sein Bruder war der Amateur-Aquarellist John William Shelley (1838–1870).